# 전주홍산초등학교
전주홍산초등학교는 대한민국 전북특별자치도 전주시 완산구 효자동3가에 있는 공립 초등학교이다.

## 연혁
- 2016.03.01 전주홍산초등학교 개교(초등학교 7학급, 유치원 6학급)
- 2016.03.01 제1대 조춘수 교(원)장 부임
- 2017.02.10 제1회 졸업 20명(총 20명)
- 2017.03.01 11학급 편성
- 2018.02.09 제2회 졸업 23명(총 43명)
- 2018.03.01 20학급 편성
- 2018.09.01 제2대 서경주 교(원)장 부임
- 2019.03.01 13학급 편성
- 2019.09.01 병설유치원이 단설유치원으로 전환
- 2020.01.03 제4회 졸업 36명(총 127명)
- 2020.03.01 14학급 편성
- 2020.09.01 제3대 신미숙 교장 부임

## 상징
- 교화 - 민들레
- 교목 - 소나무

## 참고 자료
- 전주홍산초등학교 - 한국교육학술정보원 학교알리미